# Hibiscus coulteri
Hibiscus coulteri är en malvaväxtart som beskrevs av William Henry Harvey och Asa Gray. Hibiscus coulteri ingår i Hibiskussläktet som ingår i familjen malvaväxter. Inga underarter finns listade i Catalogue of Life.

## Bildgalleri

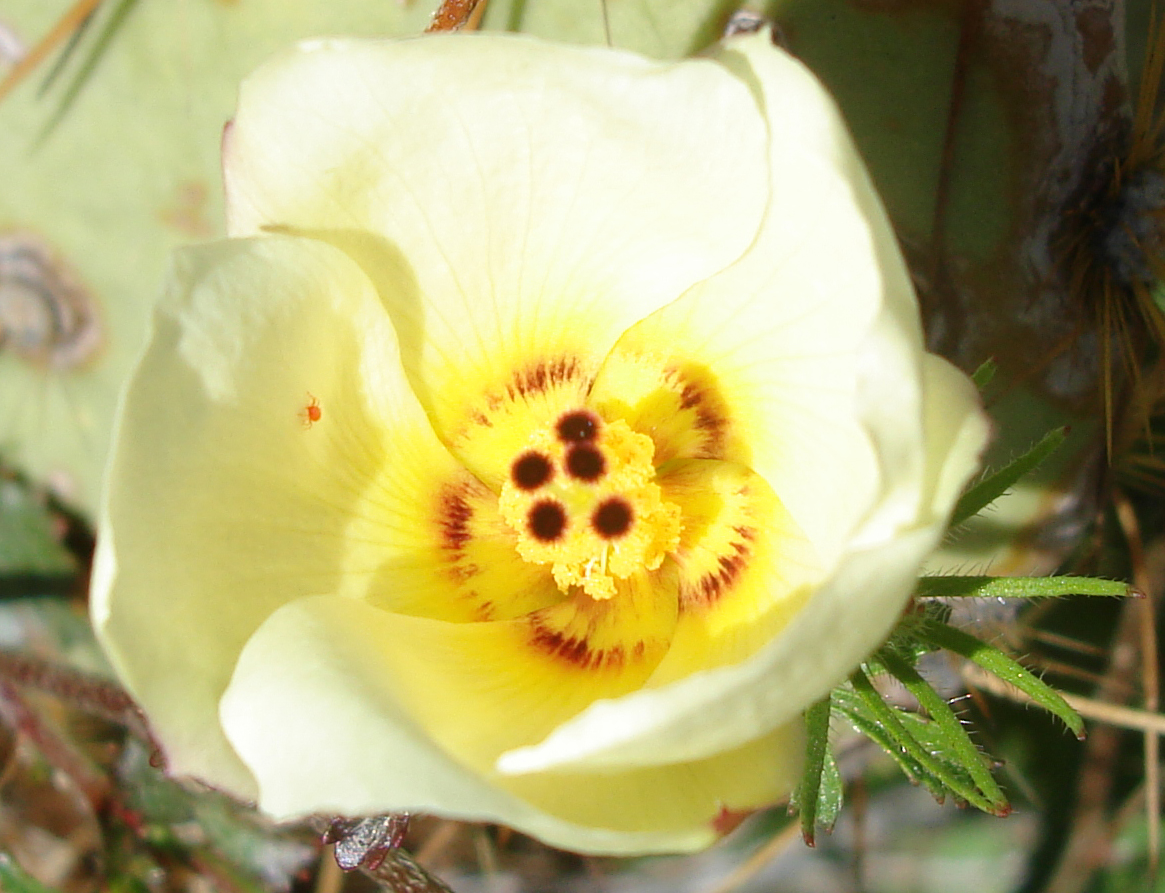